# Carlos Acuña (gobernador)
Carlos Acuña ocupó el cargo de 20° gobernador del antiguo Territorio Nacional de Misiones del 19 de diciembre de 1930 al 25 de junio de 1935.
Ya que los gobernadores de los Territorios Nacionales eran designados por decreto presidencial por decreto presidencial, en muchos casos las designaciones se hacían fuera de término, por lo que la fecha de fin de mandato de un gobernador no combinaba con la del comienzo del sucesor. Para cubrir este intervalo se designaba interinamente a algún funcionario de la Casa de Gobierno.
Se había recibido de diplomático en la Facultad de Derecho de la Universidad de Buenos Aires en 1910. Durante los años 30 adhirió a la La Concordancia fue una alianza política Partido Demócrata Nacional la Unión Cívica Radical Antipersonalista y el Partido Socialista Independiente, que gobernó el país durante la llamada década infame mediante el fraude electoral.
Embajador en Estados Unidos y Brasil. Después de su paso por la gobernación misionera, fue asesor letrado de la Comisión Regional de la Producción y Comercio de la Yerba Mate entre 1936 y 1940, y administrador general de Impuestos de la Nación entre 1940 y 1943.